# Cospicua
Cospicua (in maltese Bormla, in italiano storico anche Burmola) è una città di Malta, la più grande delle tre città conosciute come le Tre Città.

## Geografia fisica
È situata tra le città di Vittoriosa e Senglea, con le quali forma Cottonera, un'area che fa parte del Porto Grande situato ad est della capitale La Valletta. Cospicua fu l'ultima delle tre città ad esser costruita.

## Origini del nome
Il nome maltese di Cospicua, Bormla, deriva da Bir-Mula, che significa "il pozzo del Signore".

## Storia
Nel 1722 il Gran maestro Marc'Antonio Zondadari la elesse a città col nome di Cospicua. 
Nel 1776 i Cavalieri Ospitalieri iniziarono a costruire il porto, che divenne il punto focale dello sviluppo della città, per motivi sia commerciali che storici, durante il dominio inglese nella prima e seconda guerra mondiale.

## Monumenti e luoghi d'interesse
- Chiesa dell'Immacolata Concezione
- Chiesa di San Paolo
- Forte Verdala, costruito dai britannici a metà del XIX secolo come parte della linea Santa Margherita.

## Sport
La città ha una squadra calcistica il St. George's Football Club, che milita attualmente nella Challenge League, la seconda serie del campionato maltese di calcio.